# Karl-Fredrik Medén
Karl-Fredrik Medén, född 4 maj 1868 i Uppsala, död 6 oktober 1949 i Gränna, var en svensk bokhandlare och bokförläggare.
Karl-Fredrik Medén var son till läroverkslektorn Carl Magnus Medén. Efterstudier i Stockholm genomgick han 1884 Hedmans handelsinstitut i Stockholm och antogs samma år som frielev i Axel Wahlins bokhandel i Stockholm. År 1886–1894 var Medén anställd hos olika bokhandlare. 
År 1894 övertog han, tillsammans med L. Åkerblom, J. F. Richters bokhandel i Göteborg. Sedan Åkerblom lämnat företaget 1896 var Medén ensam innehavare av bokhandeln till 1905, då han blev medhjälpare i N. J. Gumperts bokhandel i Göteborg. År 1915 startade han en ny bokhandel, Medéns bokhandels AB, som snabbt blev en stor verksamhet. 
Medén utvidgade 1917 företaget med en bokförlagsrörelse. Till en början drev Medén bokförlaget endast som ett biföretag till bokhandeln, men utgav redan på 1910-talet flera påkostade praktverk. 1936 överlämnades förlagsrörelsen till Medéns förlagsaktiebolag, där hans dotter Alice Medén-Bäckmark 1936–1947 var VD. 
Medén var bland annat initiativtagare till Svenska bokhandelsskolan och till Svenska bokhandelns kreditkassa i Stockholm. 
Han är gravsatt på Skogskyrkogården i Stockholm.